# Centrala electrică Bełchatów

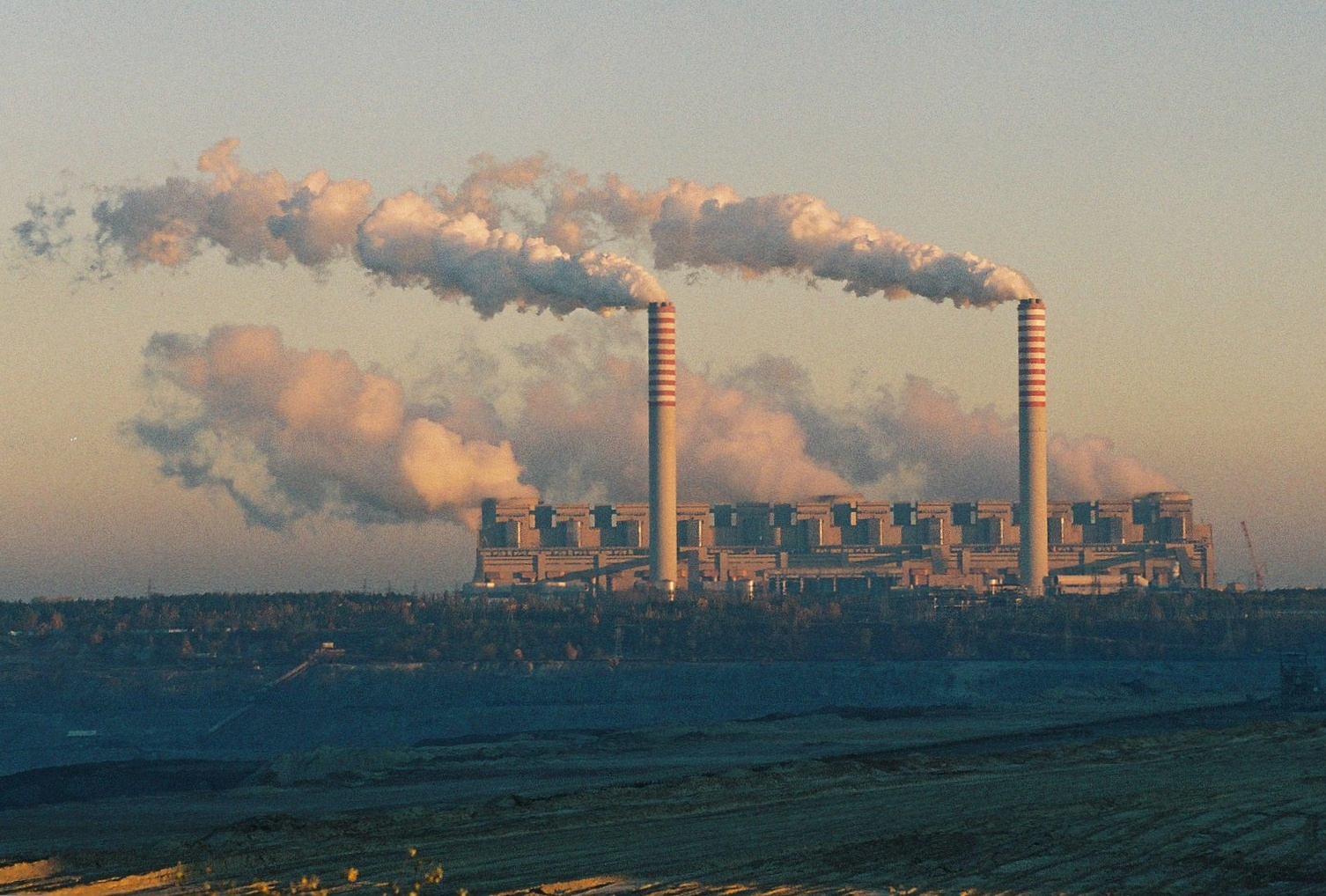
Centrala electrică Bełchatów

Centrala electrică Bełchatów este o termocentrală pe lignit cu o putere instalată de 5.053 MW, situată lângă Comuna Kleszczów, Polonia. Este cea mai mare termocentrală din Europa și a doua din lume ca putere instalată. Produce 27-28 TWh energie electrică pe an, aproape 20 % din energia electrică a Poloniei. Termocentrala este deținută și operată de GE Elektrownia Bełchatów S.A., o filială a companiei Polska Grupa Energetyczna.
În 2011 s-a inaugurat o nouă unitate de 858 MW, crescând astfel puterea instalată a termocentralei la 5.053 MW și are o rată a eficienței de 42%, ceea ce contribuie la reducerea consumului de combustibil și a emisiilor comparativ cu celelalte unități existente. Unitatea este construită de Alstom. Tot Alstom s-a angajat să modernizeze părțile de presiune redusă din toate cele 12 turbine iar pe 8 aprilie 2009, PGE și Alstom au semnat un contract pentru modernizarea unității 6. Modernizarea celorlalte unități sunt planificate sau în desfășurare, astfel în 2015 capacitatea totală instalată va putea ajunge la 5.474 MW.
Fumul termocentralei este evacuat prin două coșuri înalte de 300 m, unele dintre cele mai înalte structuri din Polonia. Cărbunele pentru termocentrală este asigurat dintr-o masivă exploatare minieră de suprafață din apropiere.

## Emisii de dioxid de carbon
În 2007, Fondul Mondial pentru Natură a plasat termocentrala pe locul 11 în topul celor mai poluante termocentrale din Europa datorită emisiilor de dioxid de carbon în valoare de 1.09 kg/kWh și ca fiind termocentrala cu cele mai mari emisii, 30,1 milioane tone CO2 pe an. În iulie 2009, termocentrala a fost declarată ca fiind cel mai mare poluator cu dioxid de carbon din Uniunea Europeană de o organizație non-profit din Londra. Raportul arăta că termocentrala a produs 30.862.792 tone dioxid de carbon în 2008 și, o dată cu inaugurarea noii unități, emisiile vor crește cu 20%.
Pentru a reduce emisiile de CO2 compania plănuiește să introducă tehnologia de capturare și depozitare a carbonului. Pe 8 decembrie 2008, PGE și Alstom au semnat un memorandum de înțelegere conform căruia Alstom va proiecta și construi până la mijlocul anului 2011 un sistem-pilot de capturare a carbonului în unitatea 12. Sistemul de capturare mai mare pentru noua unitate de 858 MW va fi gata în jurul anului 2015. Proiectul va fi susținut de Comisia Europeană cu suma de 180 de milioane de euro prin Programul European de Redresare Economică.